# General Dynamics F-111 Aardvark
General Dynamics F-111 Aardvark je dvomotorni nadzvočni lovski bombnik z gibljivimi krili. Uporablja se za napade na kopenske cilje, izvidništvo in elektronsko bojevanje. Razvilo ga je ameriško podjetje General Dynamics v 1960ih. V uporabo je vstopil leta 1967 pri USAF, edini izvozni uporabnik je bila Avstralija (RAAF).
F-111 je bil pionir na več področjih, uporabil je gibljiva krila in turboventilatorske motorje z dodatnim zgorevanjem. Novost je bila tudi TFR radar, ki daje avtopilotu ukaze za avtomatsko visokohitrostno sledenje terenu. To je posebej uporabno ponoči in v slabih vremenskih pogojih, kjer zaradi slabe vidljivosti ročno pilotiranje ni mogoče. V Sovjetski zvezi so kot odgovor razvili precej podobnega Su-24, prav tako z gibljivimi krili.
F-111 je vplival na razvoj kasnejših letal. Ni pa F-111 povsem izpolnil vseh pričakovanj in je imel različne težave ob vstopu v uporabo. USAF je umaknila iz uporabe F-111Fs leta 1996 in EF-111s (za elektronsko bojevanje) leta 1998, RAAF ga je uporabljala do leta 2010. V USAF ga je zamenjal F-15E Strike Eagle za srednje dolge bombniške lete, vlogo nadzvočnega bombnika pa naj bi opravljal precej večji bombnik B-1B Lancer
Sestrelitev vohunskega letala Lockheed U-2 maja 1960 je presenetila Ameriško vlado. Protiletalska raketa sistema SA-2 je lahko dosegla cilje na višini več kot 60 000 čevljev (18 200 m). Zato je bila uporaba visokoletečih podzvočnih bombnikov, kot so B-47 in V bombnikov vprašljiva. Strategic Air Command je zato začela razmišljati o napadih na nizkih višinah, kjer je možnost, da jih sovražni radar zazna precej manjša. Manjša je tudi možnost, da jih prestrežejo prestrezniki, ki imajo na nižji višini precej manjšo hitrost. Tactical Air Command (TAC) je ravno sprejemala letala Republic F-105 Thunderchief, ki so bili hitri in sposobni jedrskega napada, vendar so potrebovali dolge vzletne steze. Raziskave pri NASI so pokazale, da je izvedljiva tudi konfiguracija z gibljivimi krili, kjer se krila vrtijo okoli točke, ki je precej izven srednje linije letala.

## Tehnične specifikacije F-111F
- Posadka: 2 (pilot in orožnik)
- Dolžina: 73 ft 6 in (22,4 m)
- Razpon kril: 63 ft (19,2 m) z razprtimi krili in 32 ft (9,75 m) z zloženimi
- Višina: 17,13 ft (5,22 m)
- Površina kril: 657.4 ft² (61.07 m²) z razprtimi krili in 525 ft² (48.77 m²) z zloženimi
- Profil krila: NACA 64-210.68 v korenu, NACA 64-209.80 na koncu krila
- Prazna teža: 47 200 lb (21 400 kg)
- Naložena teža: 82 800 lb (37 600 kg)
- Maks. vzletna teža: 100 000 lb (45 300 kg)
- Motorji: 2 × Pratt & Whitney TF30-P-100 turbofana z dodatnim zgorevanjem
- Potisk (suh): 17 900 lbf (79,6 kN) vsak
- Potisk z dodatnim zgorevanjem: 25 100 lbf (112 kN) vsak
- Vitkost: 7,56 z razprtimi in 1,95 z zloženimi

- Maks. hitrost: Mach 2,5 (1 650 mph, 2 655 km/h) na višini
- Bojni radij: 1 330 mi(1 160 nmi, 2 140 km)
- Največji dolet: 4 200 mi (3 700 nmi, 6 760 km) z dodatnimi zunanjimi tanki

Višina leta (servisna): 66 000 ft (20 100 m)
- Hitrost vzpenjanja: 25 890 ft/min (131,5 m/s)
- Obremenitev kril: z razprtimi 126,0 lb/ft² (615.2 kg/m²) in zloženimi 158 lb/ft² (771 kg/m²)
- Razmerje potisk/teža: 0,61
- Razmerje vzgon/upor: 15,8

- Orožje:
- Top: 1× 20 mm (0,787 in) M61 Vulcan 6-cevni Gatling (redko)
- 9 nosilcev za orožje (8× pod krili, 1× pod trupom med motorjema) in 2 nosilca v trupu, skupaj največ 14 300 kg
- Navadne prostopadajoče Mk 82 (500 lb/227 kg); Mk 83 (1,000 lb/454 kg); Mk 84 (2,000 lb/907 kg) ali Mk 117 (750 lb/340 kg)
- kasetne bombe
- penetracijske BLU-109 (2 000 lb/907 kg) za visokozavarovane cilje
- Laserko vodene Paveway: 2 000 lb (907 kg) GBU-10, 500 lb (227 kg) GBU-12 in GBU-28, in specializirana 4 800 lb (2 200 kg) penetracijska bomba
- BLU-107 Durandal za uničevanje vzletnih stez
- GBU-15 electro-optical bomb
- AGM-130 stand-off bomb